# Kusey
Kusey este o comună din landul Saxonia-Anhalt, Germania.